# Tern Island

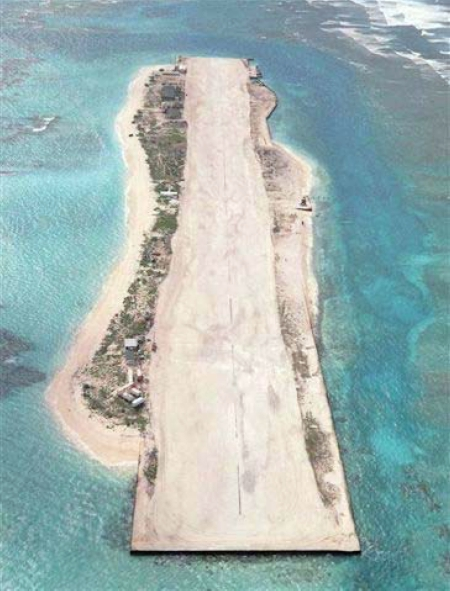
Tern Island, com o campo de pouso

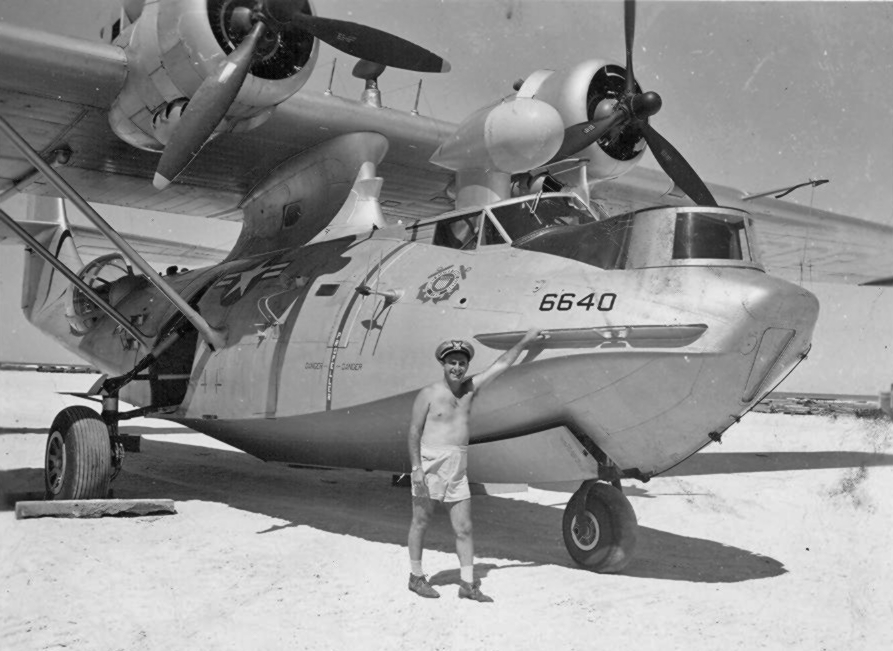
O avião PBY-5A da Guarda Costeira dos Estados Unidos em Tern (1953)

Tern Island é uma minúscula ilha de coral situada no grupo de ilhas French Frigate Shoals nas Ilhas de Sotavento do Havaí, a 23° 52′ 12″ N, 166° 17′ 02″ O, aproximadamente a 490 milhas (790 km) oés-noroeste de Oahu. Possui uma área de 105.000 metros quadrados. A ilha caracteriza-se por ser ponto de nidificação de 18 espécies de aves marinhas, além das ameaçadas tartarugas-verdes e focas-monge-do-havaí. O lugar é mantido como estação-base para o Monumento Marinho Nacional de Papahanaumokuakea pelo United States Fish and Wildlife Service.

## História
Após a Batalha de Midway, a Marinha dos Estados Unidos construiu uma estação aeronaval em Tern Island, alargando a ilha para que acomodasse uma pista de pouso com 3300 pés (1005 m) de extensão. A principal função do lugar era servir como ponto de apoio para eventuais pousos de emergência para aviões na rota entre o Havaíí e o Atol Midway. 
A base naval operou entre 1942 e 1946 e uma estação da Guarda Costeira operou de 1952 a 1979. Em 1969 um tsunami arrasou a estação, que teve de ser reconstruída.
Um Piper Aztec decolou mais de 600 vezes em Tern Island. Havia voos mensais de Honolulu para correio, com as cargas pesadas vindo pelo mar. Atualmente, as únicas alternativas de comunicação são a o telefone e a internet via satélite, mediante uma conexão de banda larga.
Os antigos alojamentos da Guarda Costeira americana continuaram a ser usados durante o século XXI. Os melhoramentos incluem a limpeza dos antigos detritos, tanques de água novos e o uso de energia solar. O sistema de energia solar põe em funcionamento um dessalinizador por osmose reversa, capaz de produzir 1200 galões (4542 litros) diários. Há também um gerador a diesel.